# أيوبا علي سهامي
أيوبا علي سهامي هي سباحة من جزر القمر. نافست في سباق 100 متر حرة للسيدات في الأولمبياد الصيفي لعام 2012، أنهت السباق في المركز الثامن والأربعين مما منعها من التأهل لنصف النهائيات.

## روابط خارجية
- أيوبا علي سهامي على موقع الاتحاد الدولي للسباحة (الإنجليزية)
- أيوبا علي سهامي على موقع اللجنة الأولمبية الدولية (الإنجليزية)
- أيوبا علي سهامي على موقع أوليمبيديا (الإنجليزية)